# Sajónémeti
Sajónémeti község Borsod-Abaúj-Zemplén vármegyében, a Putnoki járásban.

## Fekvése
A Sajó és a Hangony-patak találkozásánál fekszik, a vármegye északnyugati részén, Ózdtól 12 kilométer távolságra északi irányban. A település főutcája a 25 124-es számú mellékút, amely Sajónémeti és Sajópüspöki határán ágazik ki kelet felé a 25-ös főútból, annak 77. kilométere közelében. Határszélét délkeleten érinti még a 2525-ös út is.
A hazai vasútvonalak közül a Miskolc–Bánréve–Ózd-vasútvonal érinti, melynek itteni megállóhelye a község nyugati külterületei közt található, a faluba vezető bekötőút vasúti keresztezése mellett.

## Története
Neve német település emlékét őrzi. A község neve először 1219-ben fordul elő Nemhy alakban írva, a Váradi regestrumban. A 13. században Nymti, Nymthy, Nemti alakot találunk. 1413-ban már Nemethy, s a 15. századtól már mint Sajónémeti szerepel. Önálló pallosjoggal bíró település volt. Fényes Elek írja Sajónémeti ismertetésénél: „A helység felett egy magas hegyen, melyet a lakosok Óvár-hegynek neveznek, van egy régi huszita váromladék. A néprege mondja, hogy Hunyadi Mátyás is e várban tanyázott. Ezen várnak helyén Pyrker János László, egri patriarcha érsek egy keresztet állíttatott.”
Gömör vármegye történetében olvashatjuk, hogy a csehek elfoglalták Sajónémeti várát, s onnan csak 1459-ben sikerült kiverni őket. A várat Mátyás parancsára utána földig rombolták. A temető helyén állt Mátyás vadászkastélya, aminek köveit később a sajópüspöki templom építéséhez hordtak el. Eger török megszállása után a török kirabolta és elpusztította a falut 1556-ban. Később azonban ismét benépesült.

### Templomának története
Kőből épült templomot már egy 1246-os oklevél is említ Sajónémetiben. Ennek építése valószínűleg a Miskolc nemzetség nevéhez fűződik, akik birtokot is szereztek a településen. A legrégebbi plébániai dokumentáció szerint 1333-ban kőtemploma volt a településnek, önálló plébániával. 1616-ban súlyos tűzvész pusztította el a falut. A templomról szóló következő adat a 18. század első éveiből való, melyet Genthon István művészettörténész munkájában így olvashatunk: „Templomrom, támpilléres, torony nélkül, homlokzatán copf-oromfal, egyenes záródású szentély.”
A templomot 1729-ben újjáépítették barokk stílusban, a homlokzat előtti fatoronnyal. 1861. április 17-én ismét tűzvész pusztított a faluban. A templomot 1867-ben építették újjá. Elődeihez híven Szent Péter és Szent Pál apostolok nevére van felszentelve. Tornyát 1912-ben újították fel, s alakították jelenlegi formájára. Utolsó belső renoválása 1965-ben volt, de az eredeti festést nem másították meg. Három részre van tagolva a belső boltozata, melyre bibliai jeleneteket festettek. Az első boltíven az utolsó vacsora képe, középen Urunk mennybemenetele, a szentély mennyezetén pedig Mária megkoronázása látható. Főoltára fából készült, oltárképe háromszárnyú-oltárképre emlékeztet, melynek közepén Szent Péter és Szent Pál apostolokat ábrázoló oltárképet festett "Sajósy 1867" aláírással, Sajósy Alajos festőművész. Balra Jézus Szentséges Szíve, jobbra Szűz Mária Szentséges szíve látható fából faragott szobrokon. A hajóban bal oldalon az 1902-ben készült Lourdes-i oltár helyezkedik el, jobb oldalon pedig az 1800-as évek végéről való Fájdalmas oltár található. Megtalálható a templomban Szent István, Szent Rita, Szent Antal és Szent Teréz szobra is. Az előcsarnok jobb oldalán különálló helységben található a Betlehem. Élőképként elevenedik meg Jézus születésének éjszakája 26 db 10–15 cm nagyságú bábusoron keresztül. Orgonája az 1700-as évekből való, igazi műkincs.

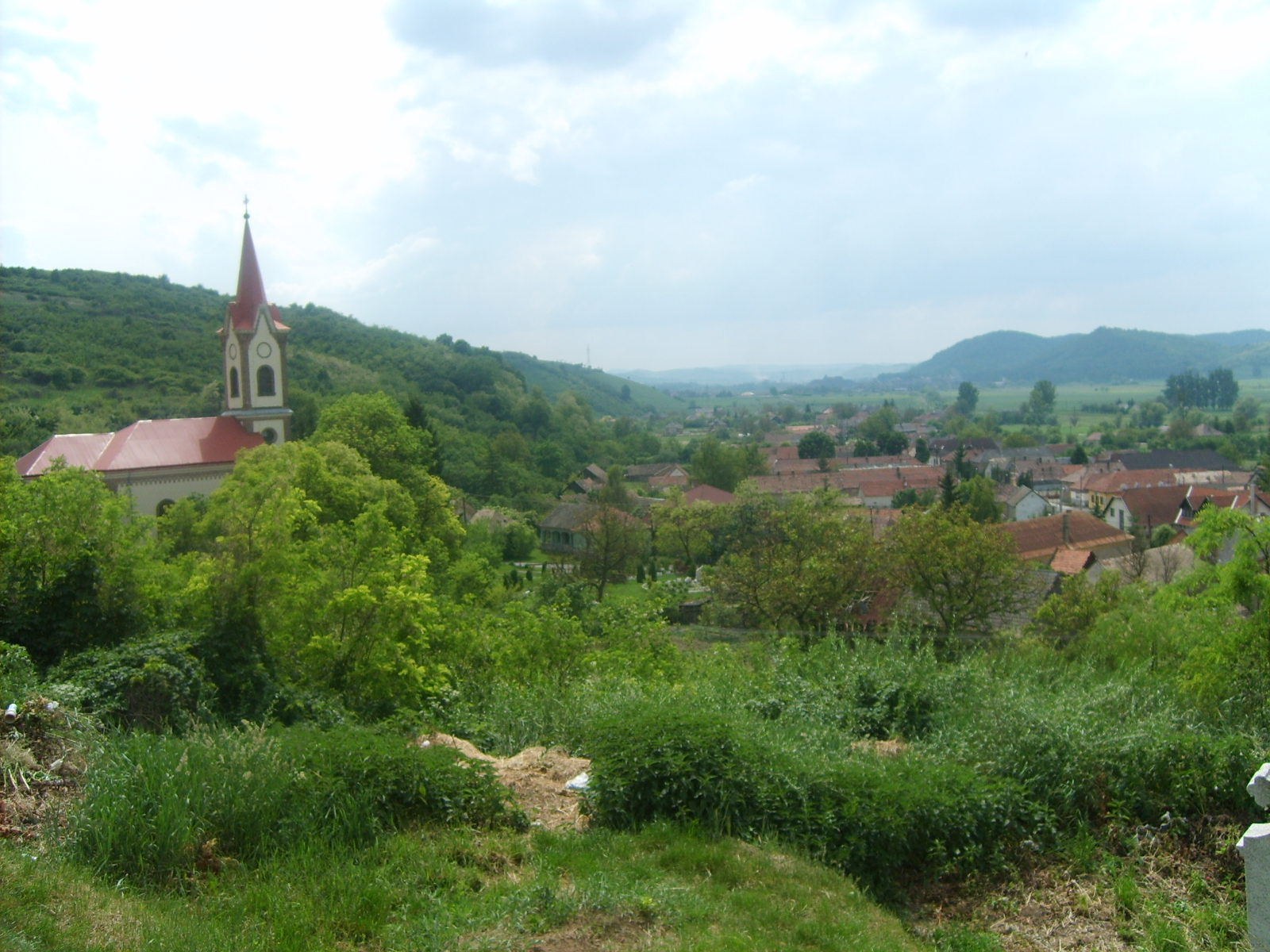
A falu a temetőből nézve

Tornyában 3 harang található, amiket 1923-ban öntöttek Sopronban. Az elődeit a harangoknak az első világháború idején, 1914-ben vitték el. A falu a háborúban elesett katonáknak emlékművet emelt 1937-ben. Alkotója: Kallós Ede szobrászművész. Később erre kerültek rá a második világháború elesett katonái, s polgári áldozatainak nevei, s az 1956-os forradalom áldozatainak nevei is.
Sajónémeti 1990 óta önálló község.

## Címerének leírása
Álló, háromszögletű, kék színű katonai pajzs, amelynek mezejében jobbra forduló, ágaskodó, mancsában kivont kardot tartó arany oroszlán lebeg. A pajzson rostélyos katonai sisak, háromlombú, arany koronával, amelyből a pajzson lévőhöz mindenben hasonló, de növekvő oroszlán emelkedik ki. A sisaktakaró mindkét oldalon vörös-ezüst. A pajzs alatt egy szalag lebeg Sajónémeti felirattal.
A címer a feudális kori községi pecsét ábráját idézi, eleget téve így a tartós használat követelményének, s ezáltal az önkormányzat előzményeire és régi voltára emlékeztet. Ugyanakkor az elődök szándéka szerint utal a kisnemesség szerepére is nemcsak a község, hanem az egész vármegye múltjában.

## Közélete

### Polgármesterei
- 1990–1994: Kövér József (független)[3]
- 1994–1998: Kövér József (független)[4]
- 1998–2002: Kövér József (független)[5]
- 2002–2006: Id. Kövér József (független)[6]
- 2006–2010: Széles Annamária (független)[7]
- 2010–2014: Széles Annamária (független)[8]
- 2014–2019: Kövér József (független)[9]
- 2019–2024: Kövér József (független)[10]
- 2024– : Kövér József (független)[1]

## Népesség
A település népességének változása:
| Lakosok száma | 526  | 531  | 517  | 440  | 447  | 432  | 411  |
|               | 2013 | 2014 | 2015 | 2021 | 2022 | 2023 | 2024 |

A 2001-es népszámláláskor a település lakosságának 72%-a magyar, 28%-a cigány nemzetiségűnek vallotta magát.
A 2011-es népszámlálás során a lakosok 87,5%-a magyarnak, 30,7% cigánynak, 0,2% szlováknak mondta magát (12,5% nem nyilatkozott; a kettős identitások miatt a végösszeg nagyobb lehet 100%-nál). A vallási megoszlás a következő volt: római katolikus 64,8%, református 3,2%, görögkatolikus 1,1%, evangélikus 0,4%, felekezeten kívüli 10,4% (18,2% nem válaszolt).
2022-ben a lakosság 90,8%-a vallotta magát magyarnak, 29,8% cigánynak, 0,4% szlováknak, 0,2% németnek, 0,7% egyéb, nem hazai nemzetiségűnek (9,2% nem nyilatkozott; a kettős identitások miatt a végösszeg nagyobb lehet 100%-nál). Vallásuk szerint 55,5% volt római katolikus, 4% református, 0,2% görög katolikus, 0,7% egyéb keresztény, 14,3% felekezeten kívüli (24,6% nem válaszolt).

## Nevezetességei
- Földvár. A község keleti oldalán helyezkedik el. Északról a Sajó határolja. Nyugatra Sajónémeti házai, délről hegyoldal.
- Római katolikus templom. Szent Péter és Szent Pál apostolok a védőszenjei.
- Kápolna IV. Béla király menekülésének emlékére.  A tatárok elől menekülő IV. Béla a hagyomány szerint ezen a helyen pihent meg. Ózd felől a falu elején bal oldalt található.
- Hősi emlékmű
- Millenniumi emlékpark

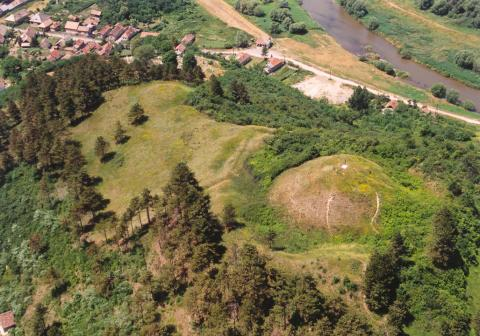
A földvár
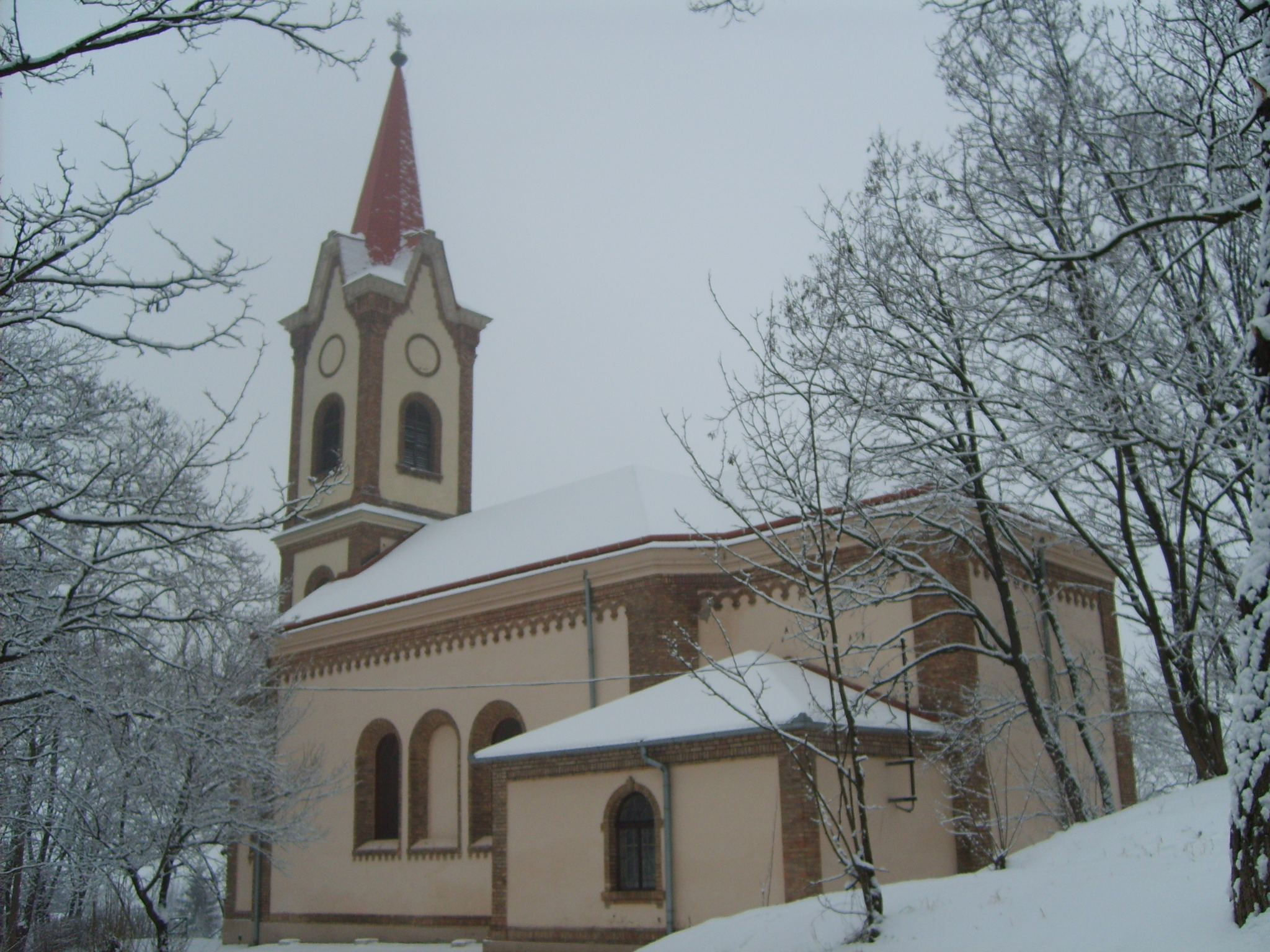
Római katolikus templom télen
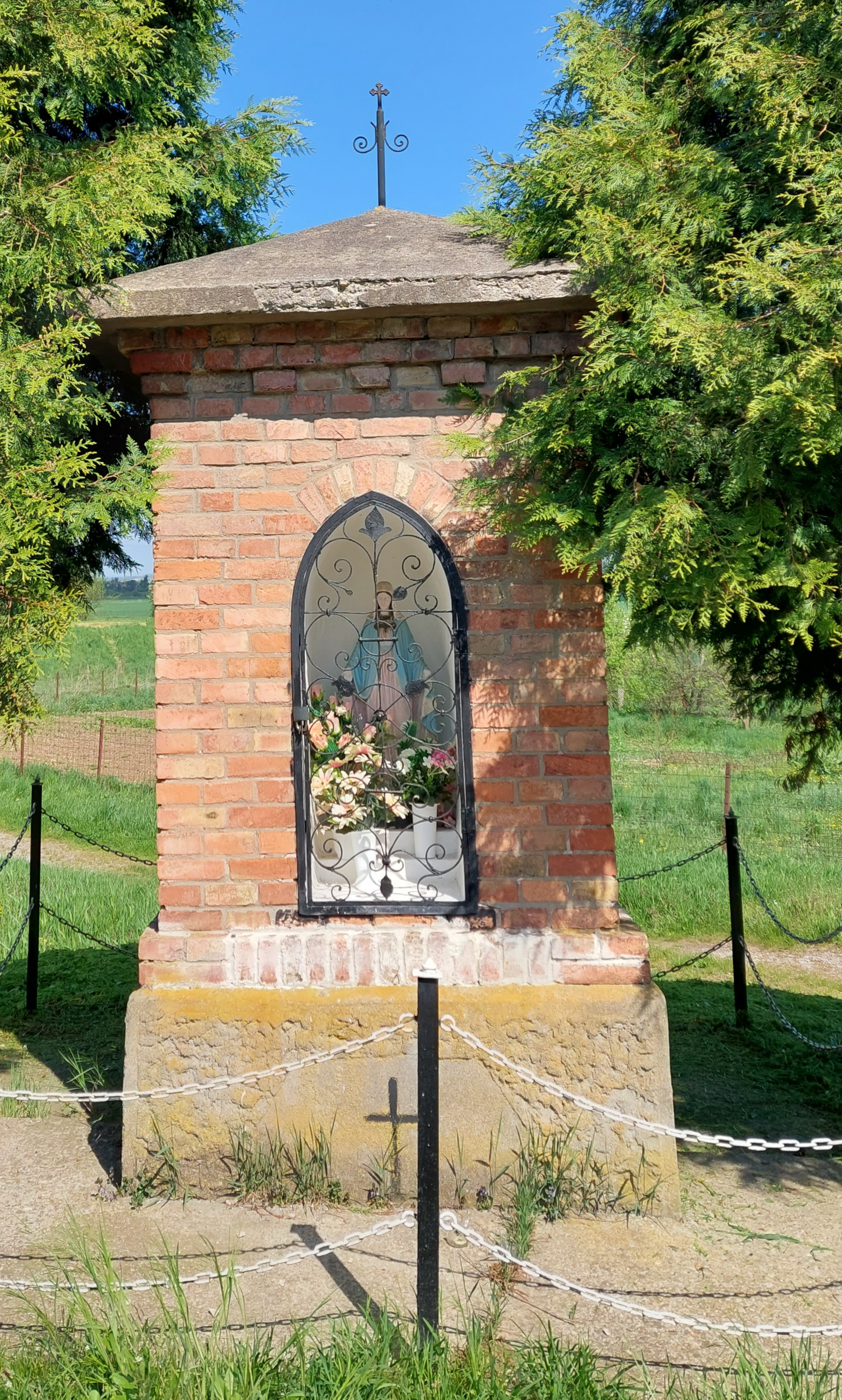
Kápolna IV. Béla király menekülésének emlékére
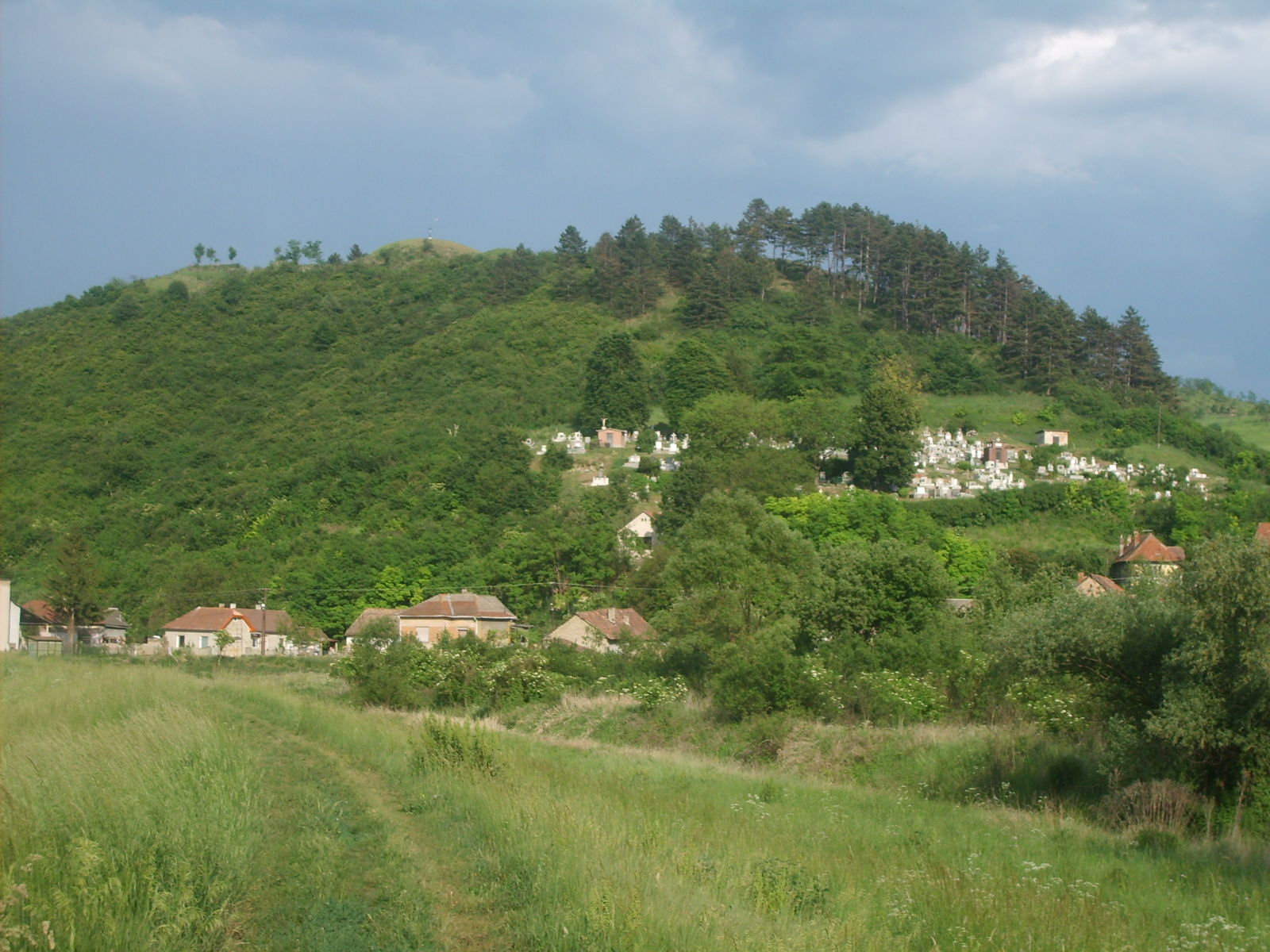
Földvár a Sajó felől
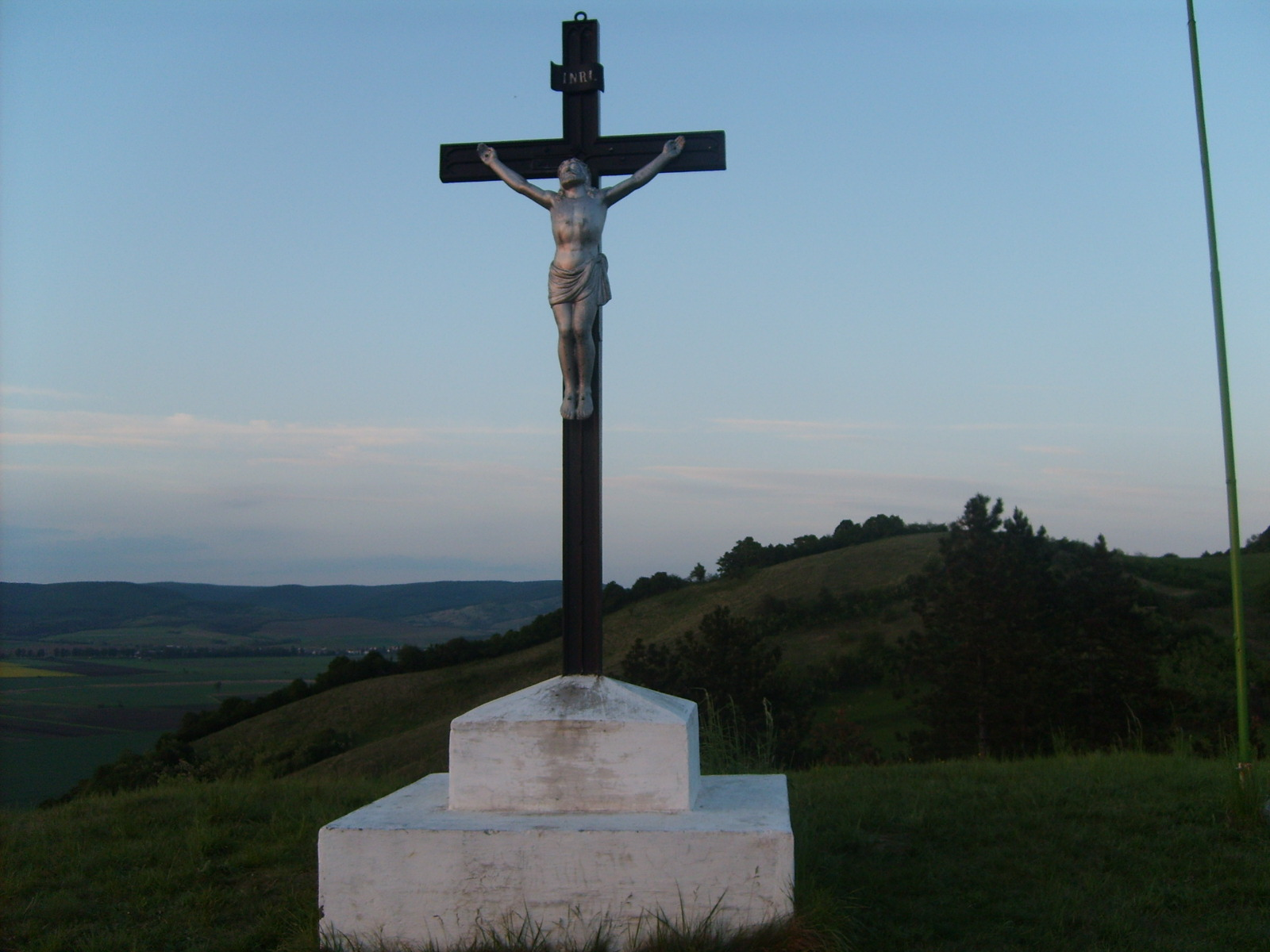
Kereszt a Földváron
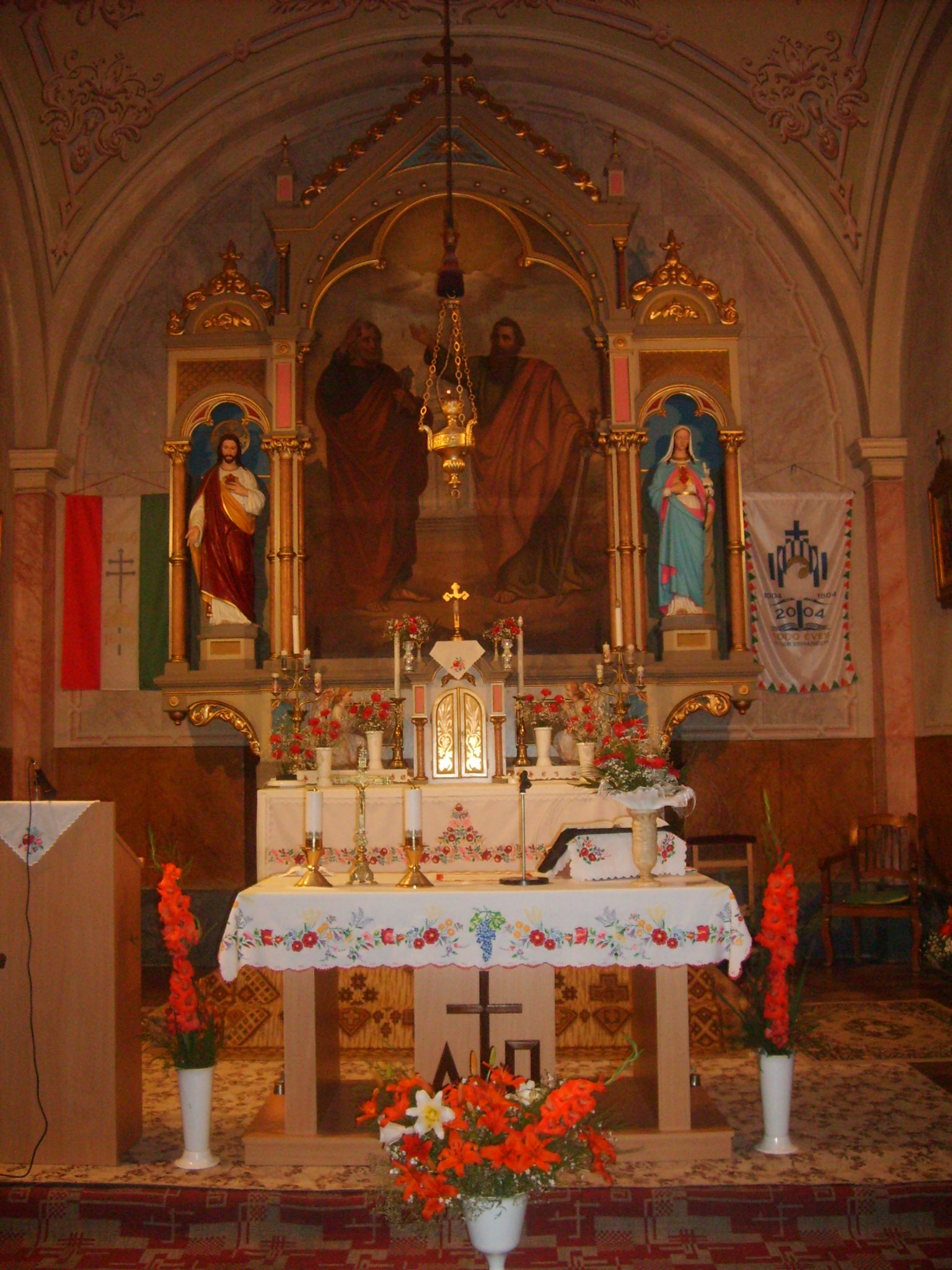
A templom Főoltára
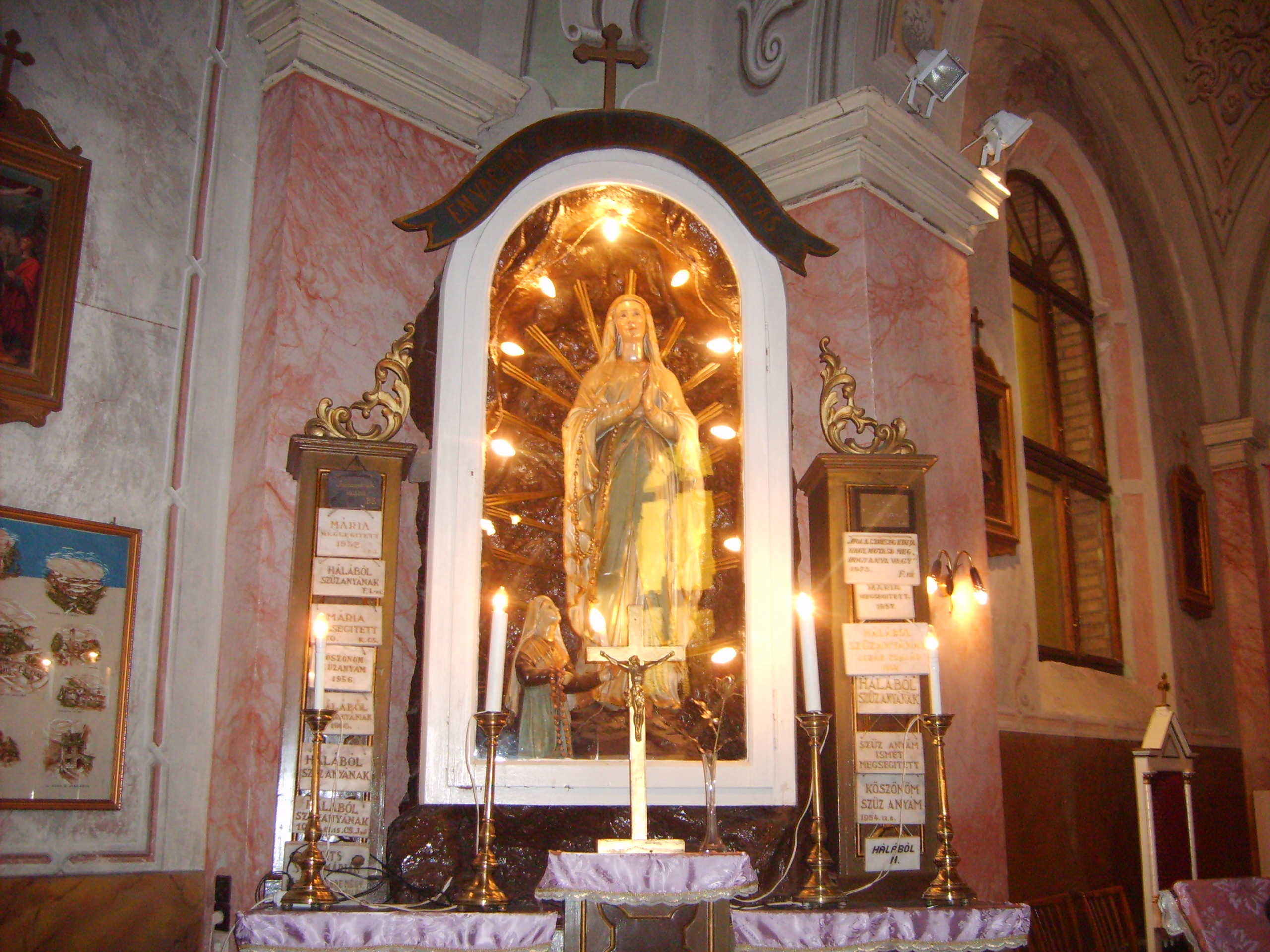
A Lourdes-i oltár
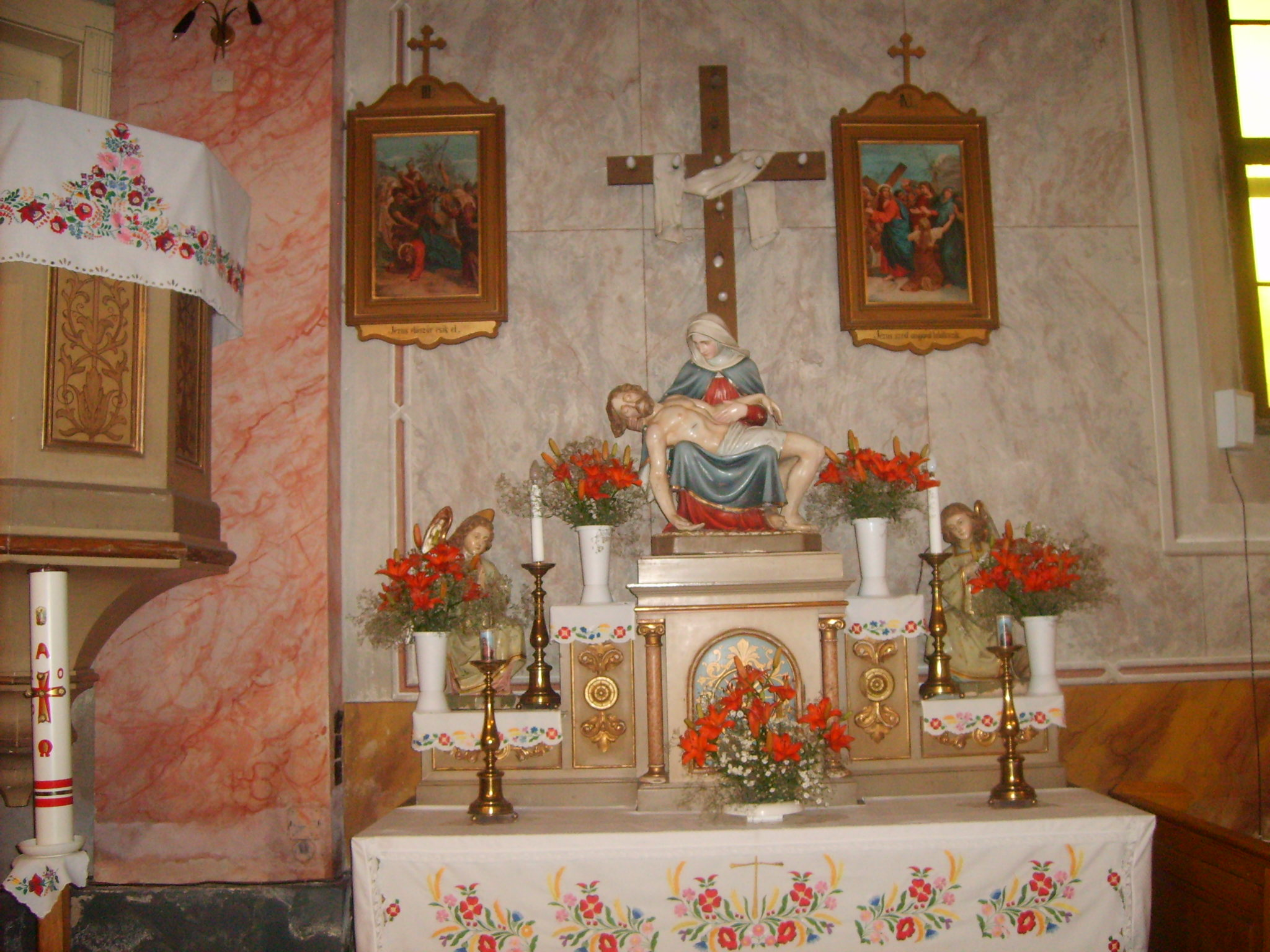
A Fájdalmas oltár
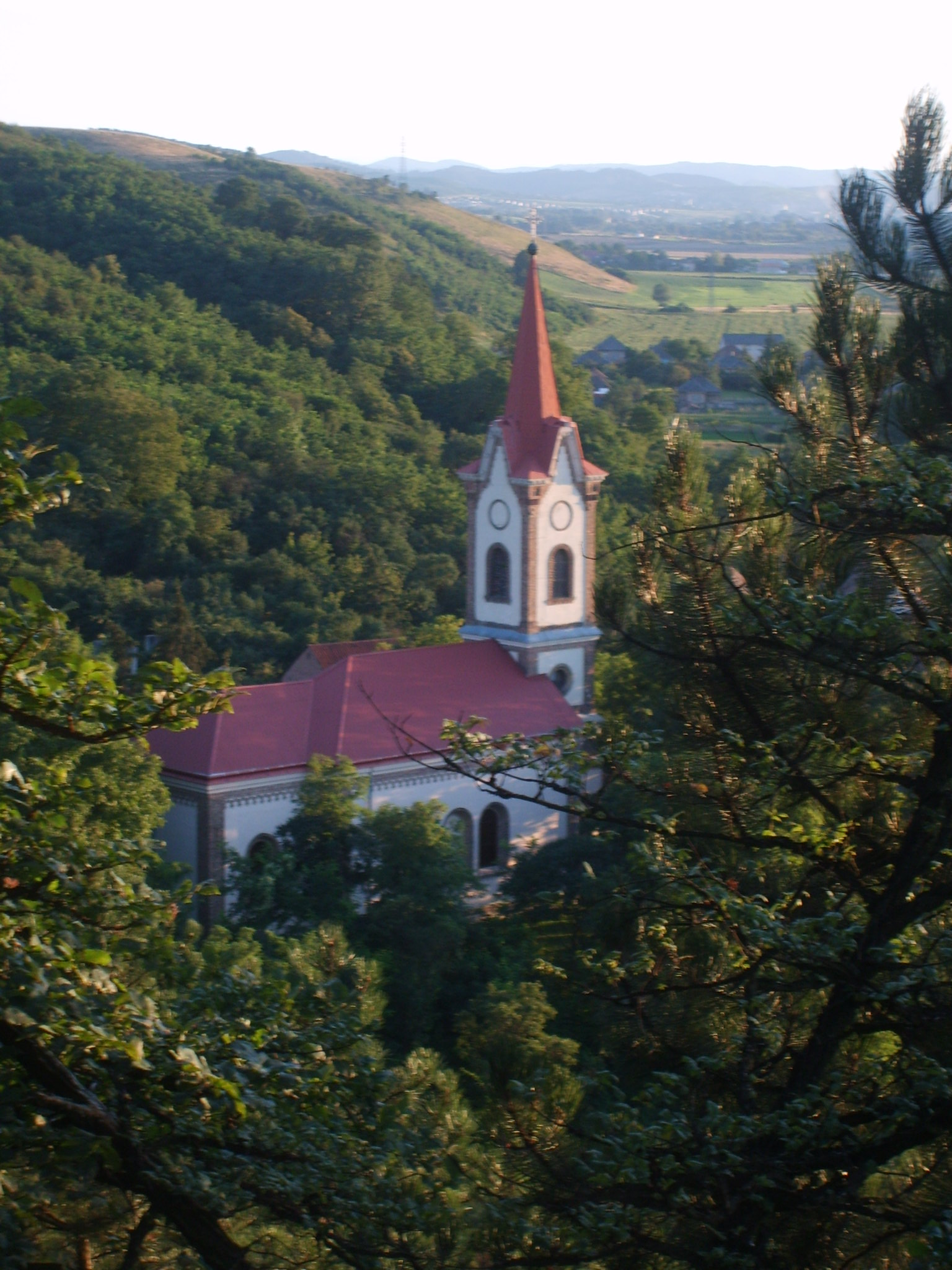
A Templom hegyek között
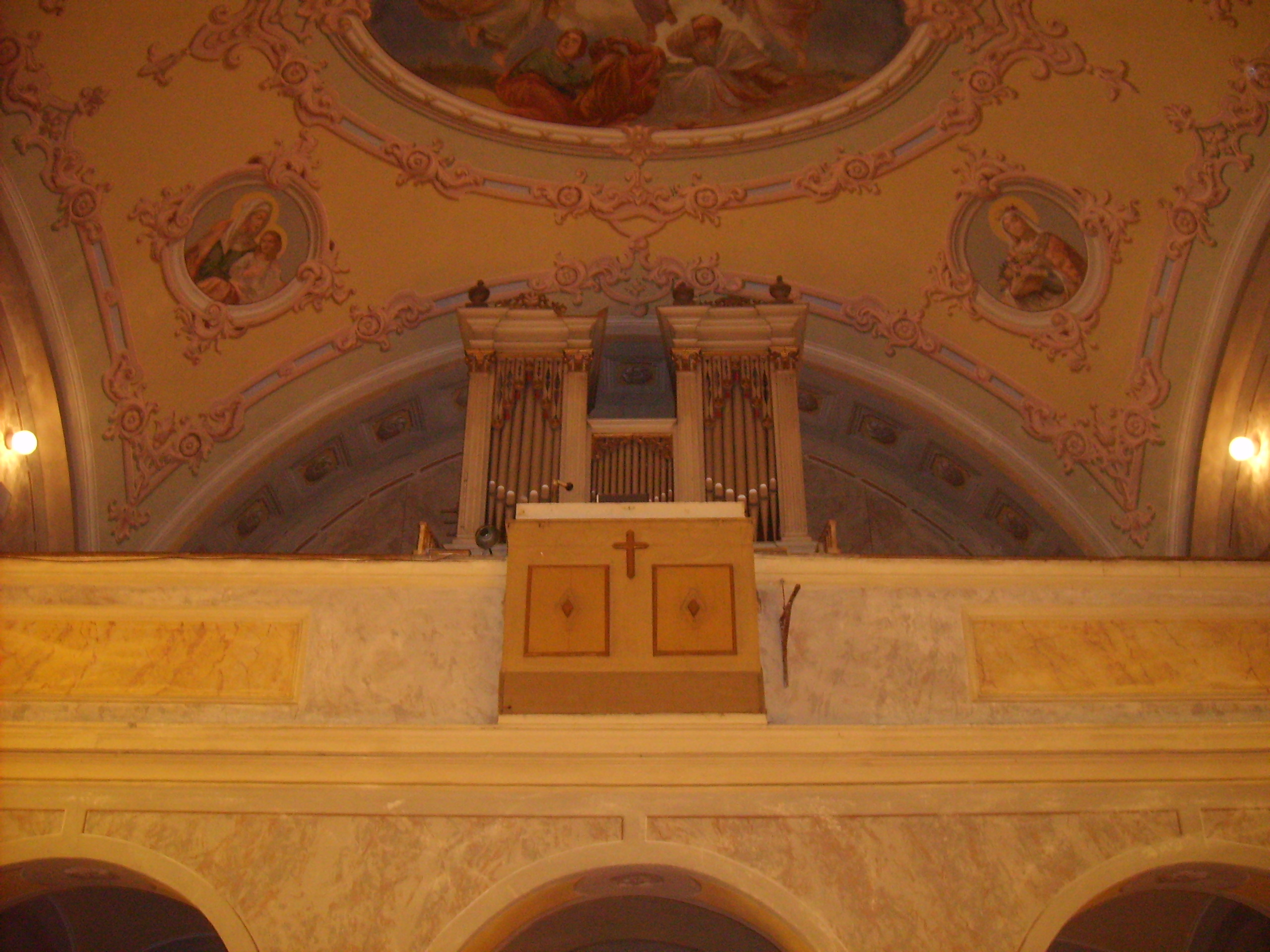
A templom orgonája
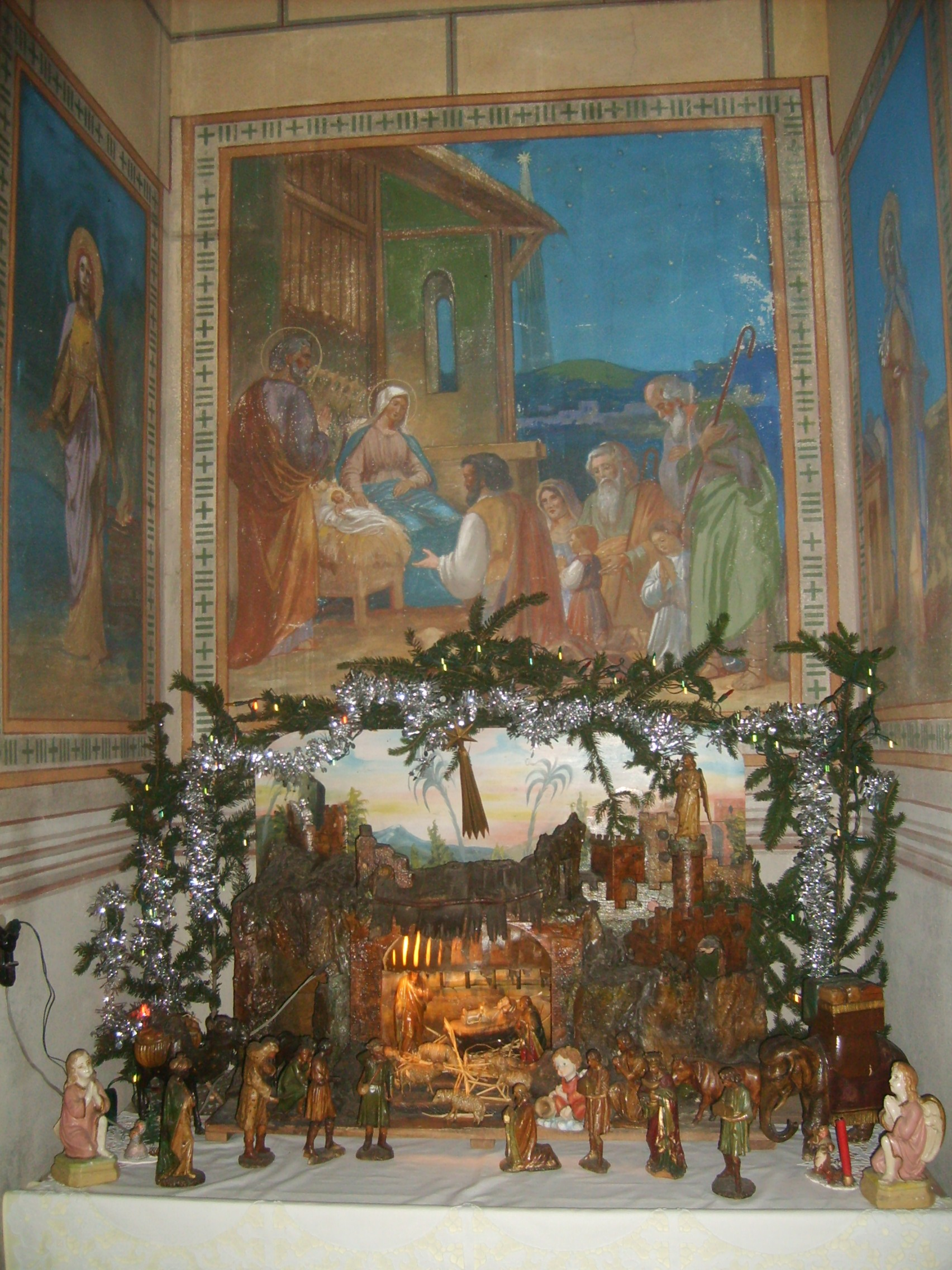
A Betlehem képe
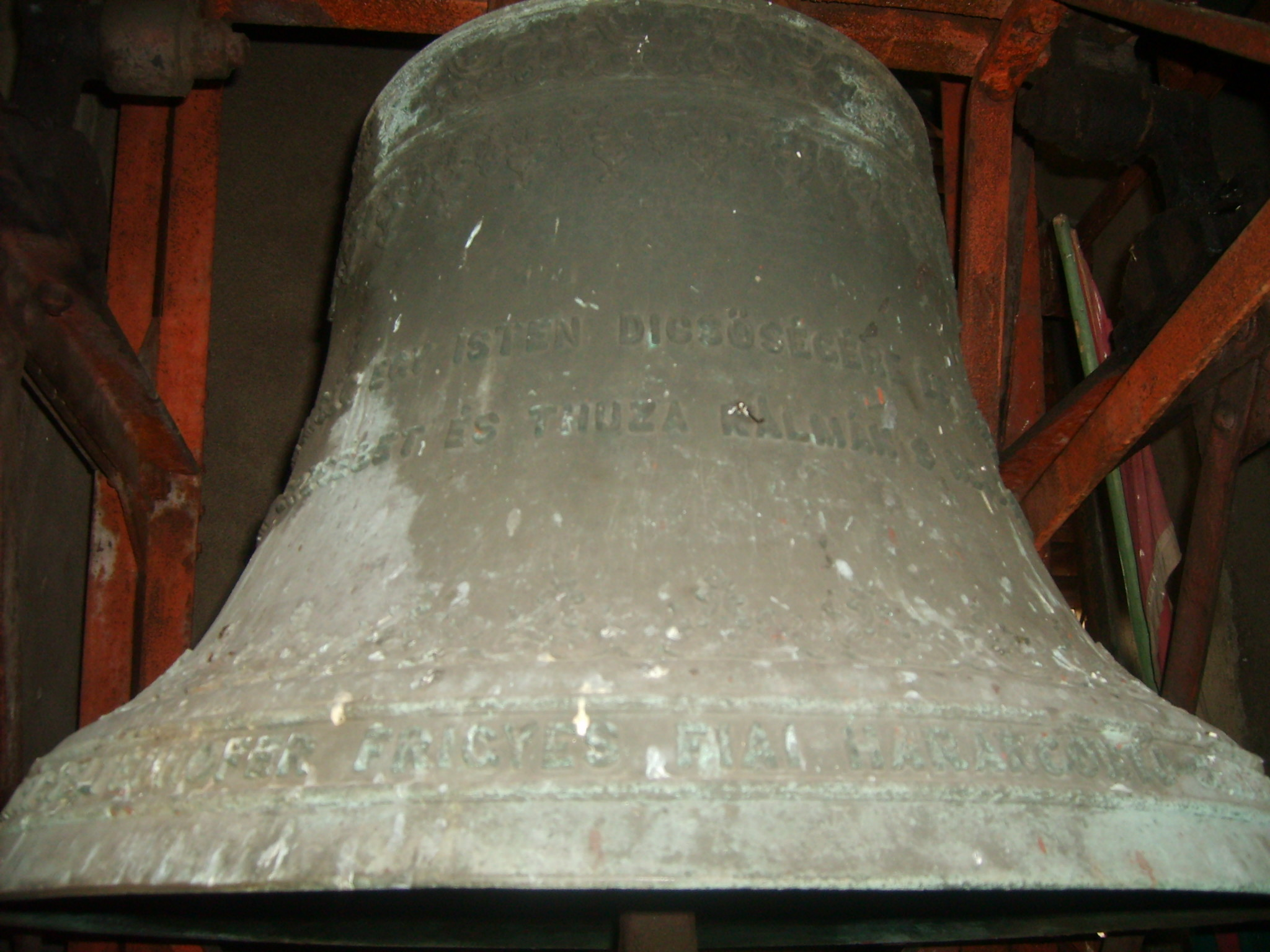
Az 1923-ban öntött nagyharang
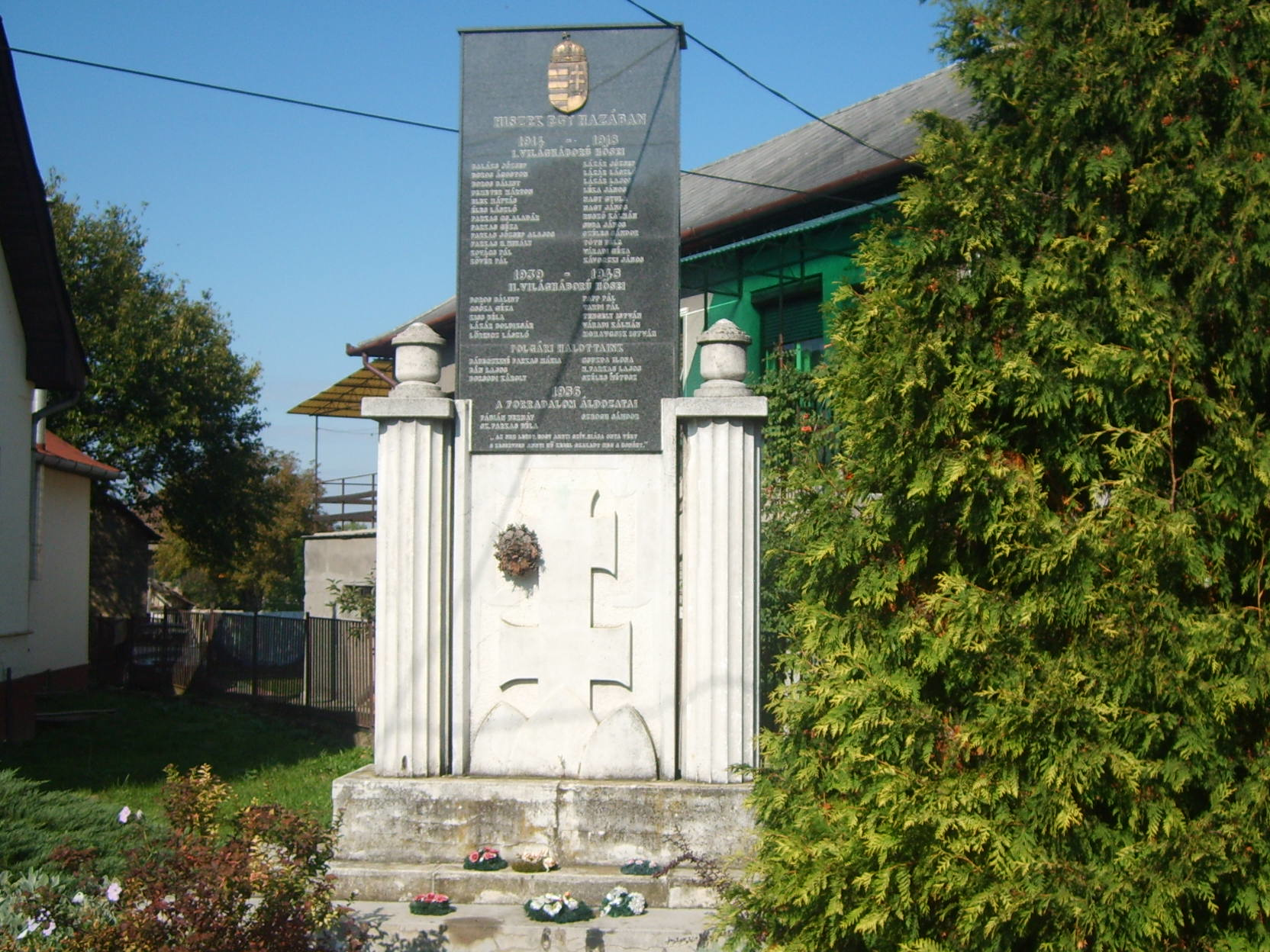
A Hősi Emlékmű
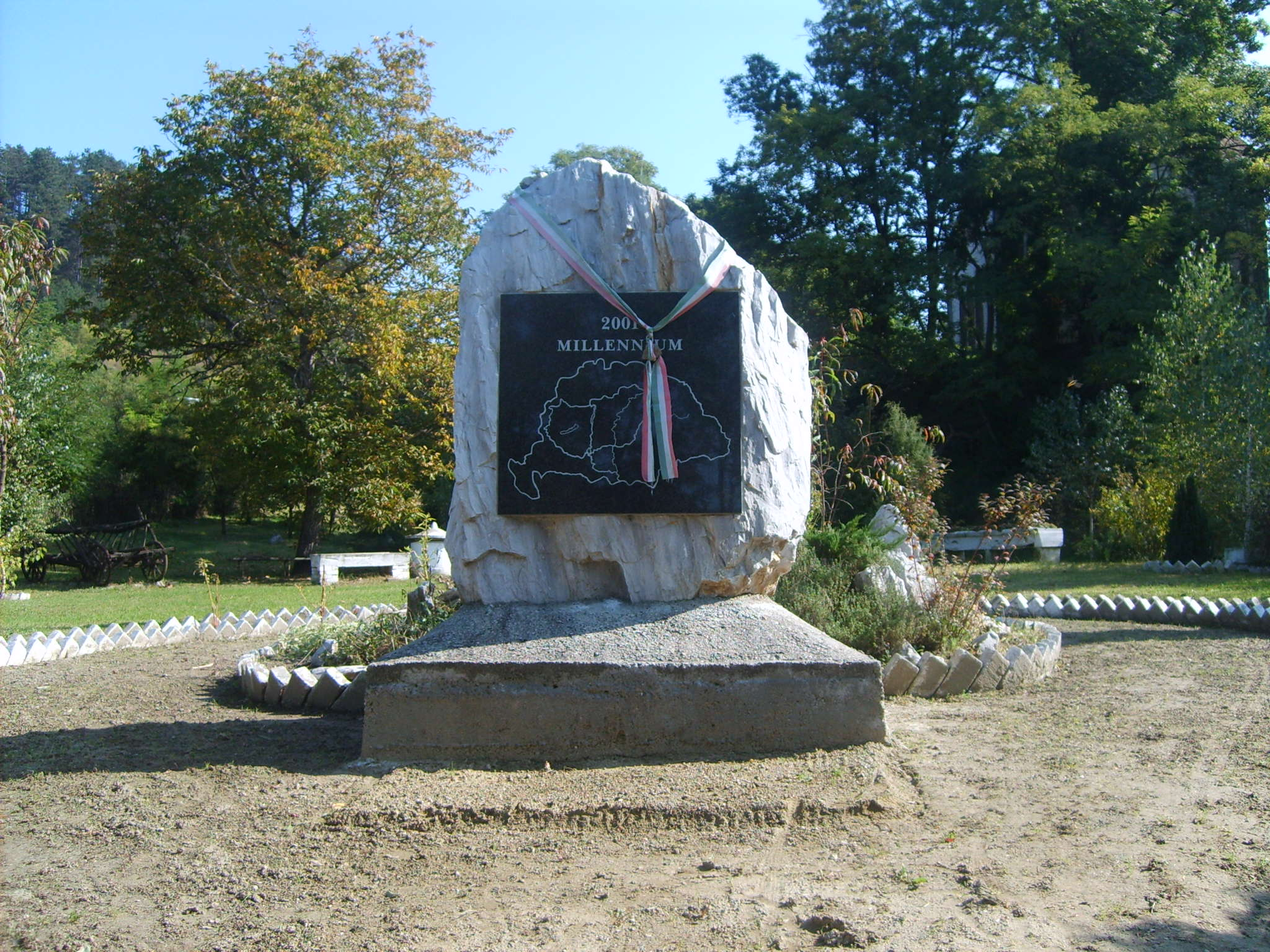
Millenniumi emlékpark
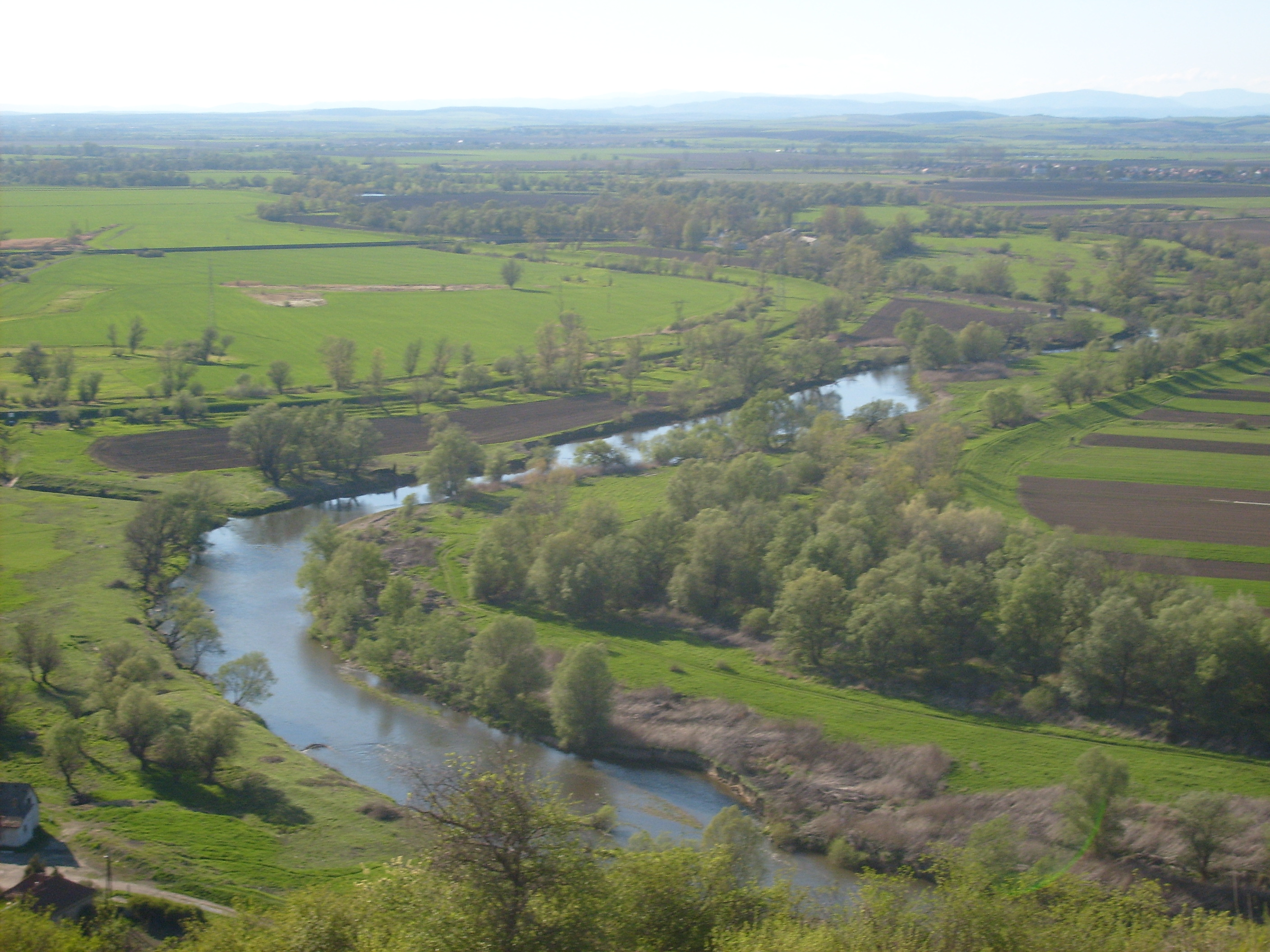
A Sajó a Várhegyről
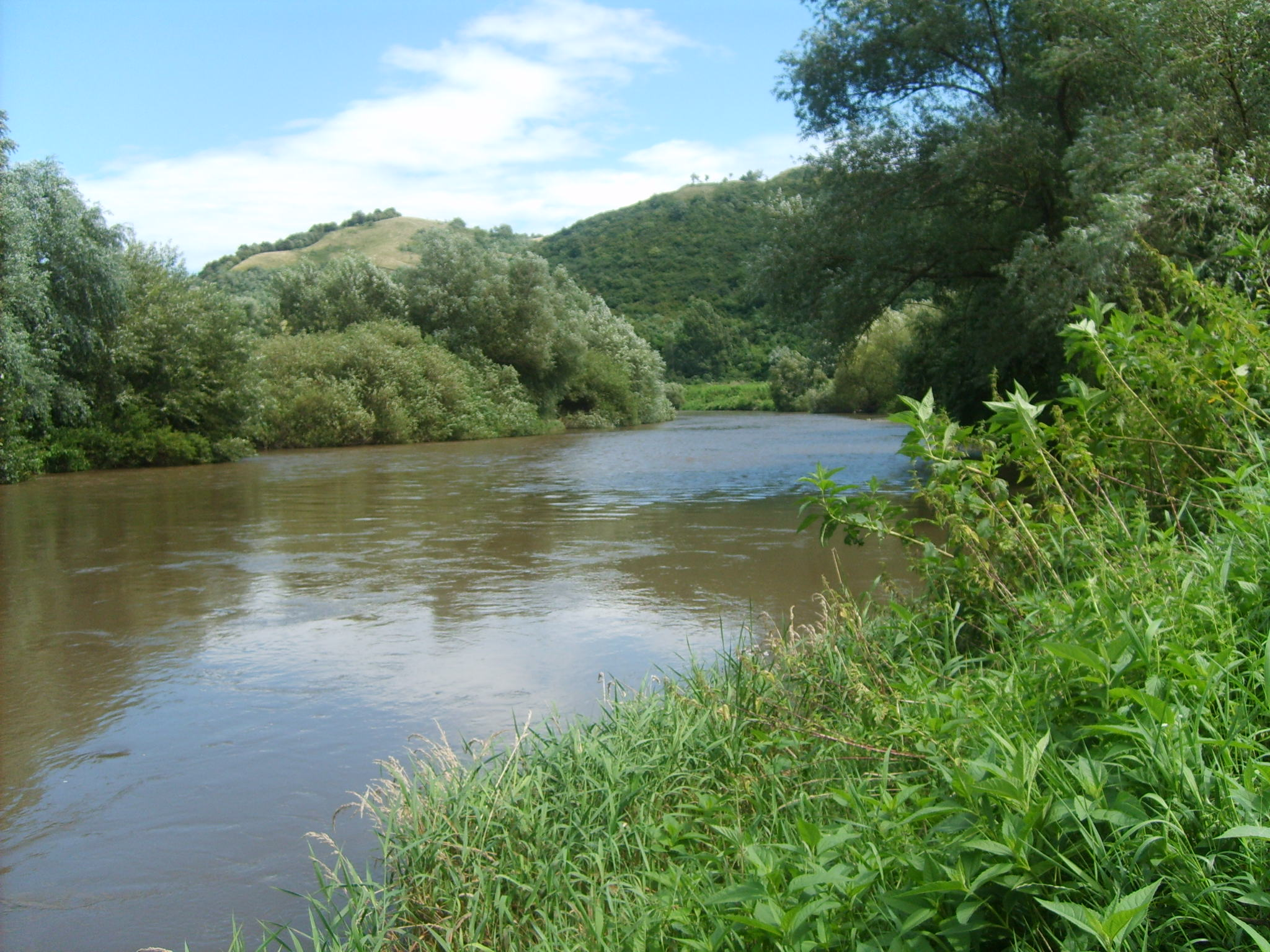
A Sajó

## A Várhegy
A 19. század közepéről két kéziratos térkép őrizte meg a vár helyét, mindkettő szőlőt tüntet fel közvetlenül a vár dombja mellett. 1864-ben az egész hegylánc neve alapján Aszui-vár- ként emlegetik. Bártfai Szabó László egy 1640. évi leírás alapján a vár építését Giskrának tulajdonítja, aki miután Sajónémetiben már megépítette várát arra törekedett, hogy valahol Eger környékén újabb erősséget emeljen.
A vár tudományos igényű feldolgozásával Dobosy László munkájában találkozunk első ízben. Összevetette a történelmi adatokat, és feltűnt neki, hogy azok hol kisebb földvárról, hol kisebb várról, hol pedig várkastélyról, kastélyról szólnak. Többszöri terepbejárása során kiderítette, hogy a földvár alatt fekvő temető teraszát Tündér-partnak nevezik, a mellette lévő területet Palotakertnek, a temető közepén pedig vastag falak vannak a föld alatt. Dobosy e helyen cserepeket is gyűjtött, amelyeket K. Végh Katalin 14. századi edénytöredékeknek határozott meg.
„E két tényből bizonyítottnak láttam, hogy a temető helyén középkori épület volt. Így már világossá vált előttem, hogy a szakirodalomban miért keveredik a földvár meghatározás kisebb várral, várkastéllyal. Az Óvárhegy múlt század eleji névhasználata is arra mutat, hogy lehetett egy másik, újabb vár is. Ezek figyelembevételével külön ismertetem a hegytetőn lévő földvárat és a temetőben lévő falmaradványokat.”
Fekvése: Sajónémeti községtől keletre, a Sajó fölött húzódik Rátostető. Ennek a Sajó felőli igen meredek részét Aszónak hívják. Az Aszó nyugati végén, közvetlenül a község fölött, meredeken emelkedik a Várhegy. Északnyugati, nyugati, déli oldala igen meredek. Északról közvetlenül a Sajó határolja. Nyugatra Sajónémeti község házai fekszenek a Várhegy lábánál.
Délről a hegyoldal szántóföldekben végződik. A keleti oldalon egy éles gerinccel kapcsolódik az Aszóhoz. A hegytető fátlan, füves, a hegy oldala legelő, helyenként bokrokkal és a déli oldalán ritkás fenyőcsoport. A földvár a gerinc nyugati csúcsánál kezdődik, mely itt kb. 40 m széles, majd fokozatosan kiszélesedik 80 m-re. Hosszúsága kb. 130 m. A hegy anyaga márga és agyag.
A vár területe és védelmi rendszere: A vár északkeleti irányból a délnyugati irányba húzódik, a fent leírt hegygerincen. Alakja hosszasan elnyújtott háromszög. Északkeleti részén egy ellipszis alakú csonka kúp képezi a vár fő és legkiemelkedőbb részét. A kúp teteje vízszintes. A hosszabb átmérője 22 m, rövidebb átmérője 16 m, a kúp magassága 5 m. Teljes körben árok gerinc, mely összeköti a keletre húzódó hegyvonulattal. A nagy kúpos részén egy újabb árok húzódik, s utána egy háromszög alapú kisebb kúpot látni. A kúp után, a lejtő szélén ismét egy földsánc kanyarodik. A nyugati és délkeletii részen ugyancsak egy-egy háromszög alapú kúp emelkedik ki, közvetlenül a belső árokból. A délkeleti kúp után az Aszó felé haladó gerincen még két kisebb, kb. 1 m magas halmot látni. A kúpok magassága kb. 1,5 m. A nyugati kúp mögött ismét egy mélyebb árok van, mögötte pedig egy földsánc. Ettől nyugati irányban kb. 50 m-re egy szabályos köralapú földkúpot képeztek ki, melyet körben egy kb. 1 m-es árok és mögötte egy földsánc vesz körül. A három háromszög alapú kisebb kúp és a nyugaton külön álló kör alapú kúp közepe erősen behorpadt, bemélyült.
A középső nagy kúp északkeleti oldalán több helyen ásás, kutatásból származó nyomokat látni. Itt jól megfigyelhető a hegykúpot alkotó kőzet. De az is, hogy a kúp nem hordott, hanem lefaragott, s anyaga meszes márga és agyag. Ugyanitt és a délkeleti háromszög alapú kúp oldalán több méterre benyúló, beomlott alagútszerű nyílást vágtak vagy bontottak ki. A nagy kúp északi, megbontott oldalában középkori edénytöredékeket és mészhabarcsot találtak. Kőfalakat vagy téglafalak nyomait vagy darabjait nem látni. A nagy kúp északi végén egy öntött vaskereszt áll, nagyméretű tégla alakú homokkőbe erősítve.
A Várhegy minden oldala igen meredek, így nehéz megközelíteni. Csak a délkeleti részén van egy alacsonyabban húzódó igen keskeny gerinc, mely összeköti a keletre húzódó hegyvonulattal. A nagy kúpot körülvevő földsáncok helyenként nyitottak, hogy a közlekedés nehézség nélkül biztosított legyen.

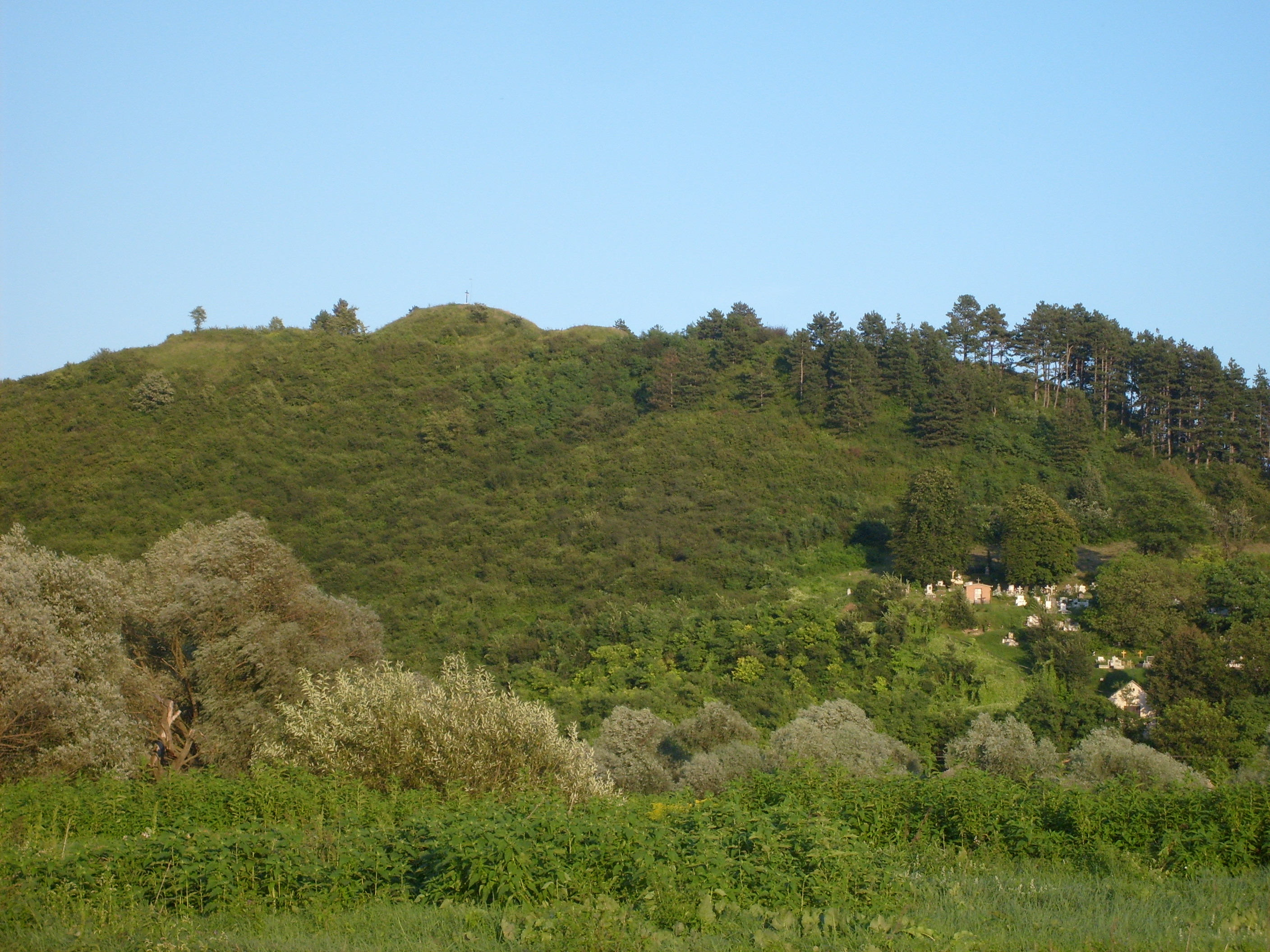
A Sajónémeti Várhegy
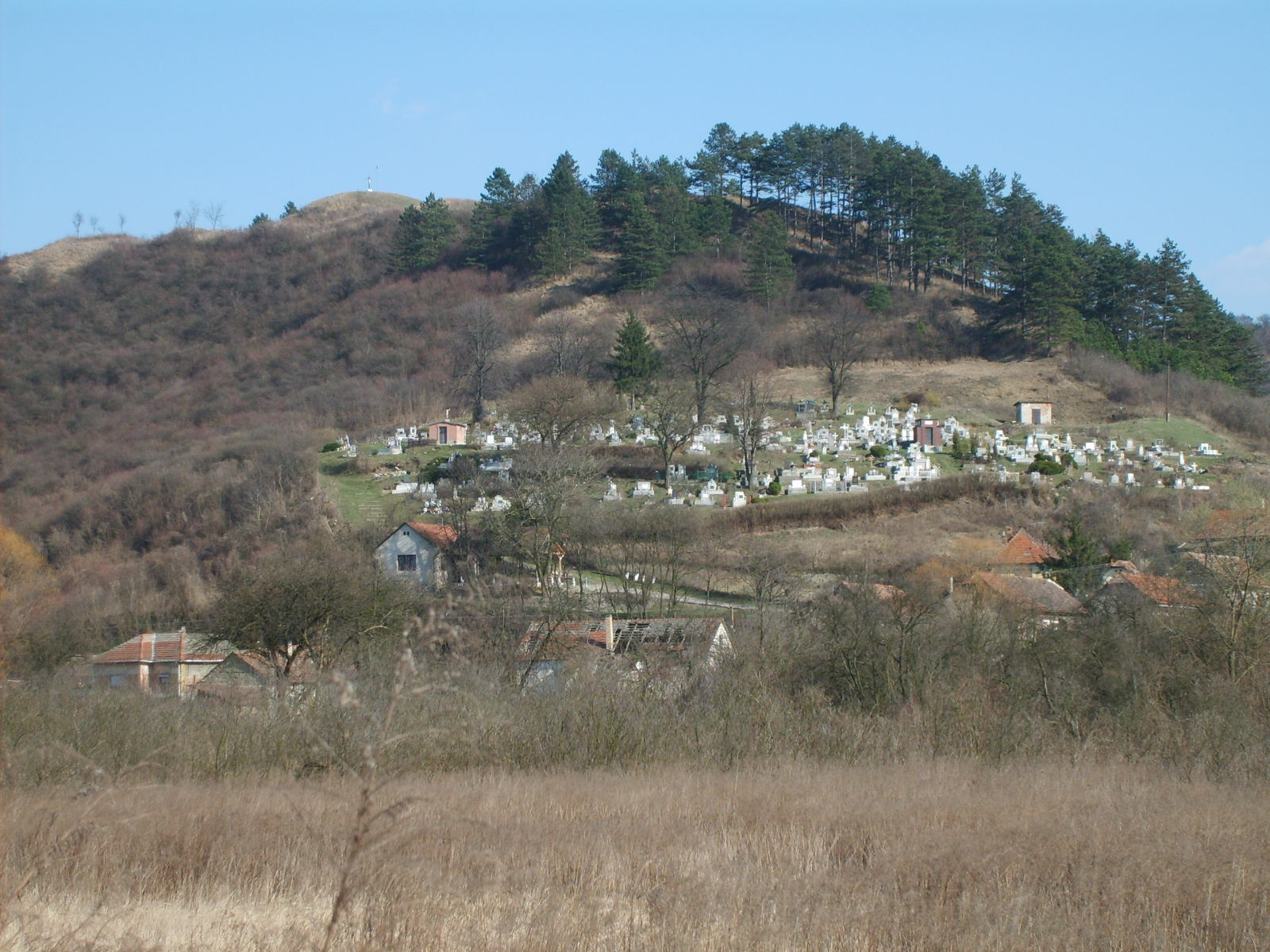
Várhegy a temetővel
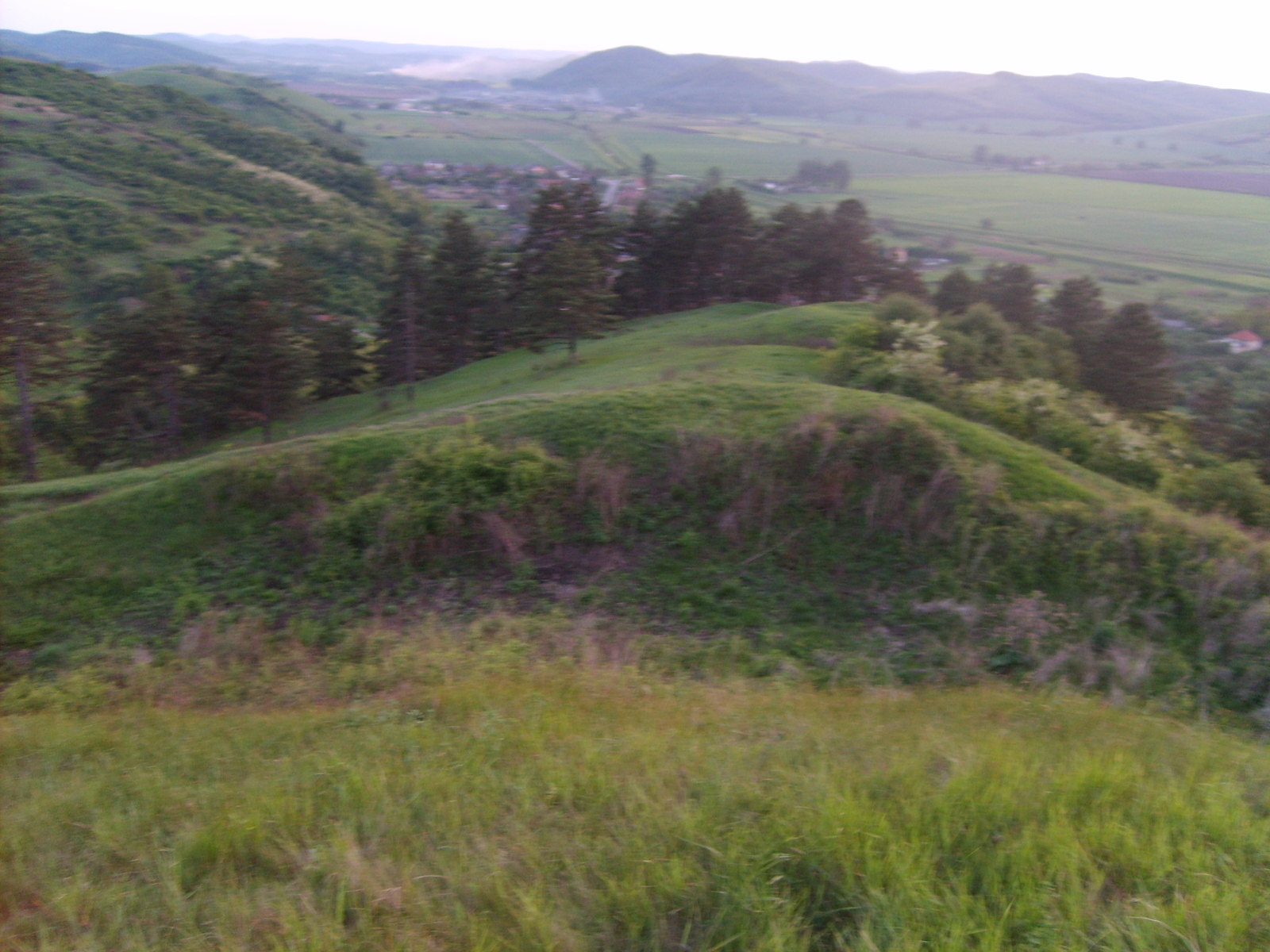
A Földváron
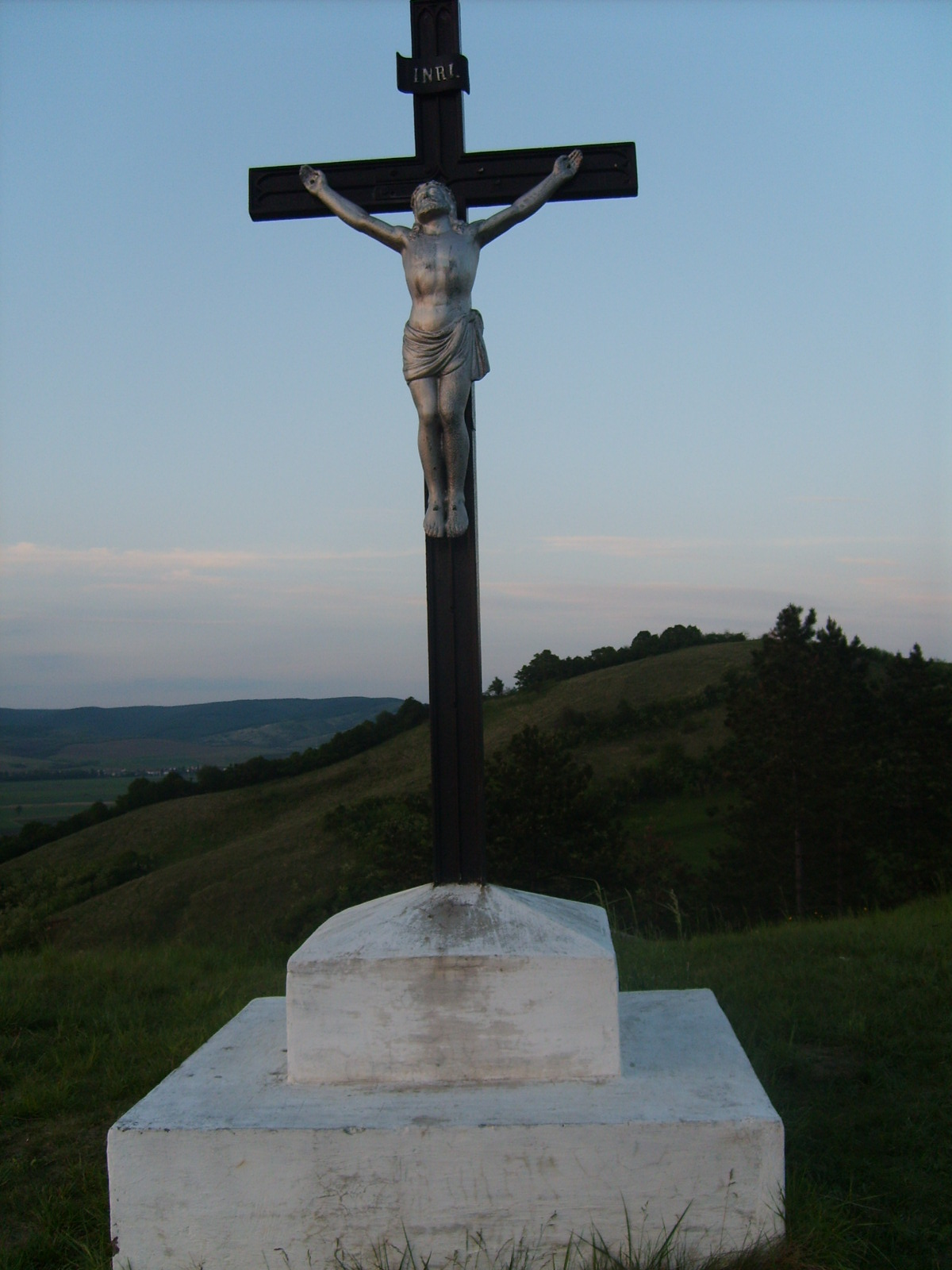
Kereszt a Földváron

## A temető
Fekvése: A község keleti szélén meredeken emelkedik ki az Aszó végi Várhegy. Közvetlenül a község házai mögött, kb. 20 m magasságban a meredek oldalon egy terasz alakult ki, mely déli irányban halad a Várhegy oldalában. E teraszt már a 19. században is temetőnek használták. Ma Temetőhegynek nevezik. Régebben, s ma is az öregek ezt a teraszt Tündérpartnak mondják.
A temető északi széle meredeken emelkedik alá a Sajó partjára. Csak egy keleti irányba húzódó széles, gyalogútnak használt padka bontja meg a meredek oldalt. E padka keleti irányban kb. 200 m-re vezet, ahol egy lankásabb oldal húzódik meg. Ez szőlőkkel, s gyümölcsfákkal van beültetve. Ezt a területet Palotakertnek nevezi a nép.
Területe: Régebben, sírásás közben boltívesen kiképzett falrészre akadtak. Másik helyen ástak, de ott is egy fal akadályozta az ásást. Végül a két falrész között tudták csak megásni a sírgödröt.
A temető északi felének közepén egy kb. 60–80 m²-nyi területen nincs sírdomb, hanem egy kb. félméternyire besüllyedt területet látni. A sírásó magyarázta meg, hogy itt már többször akartak sírt ásni, de mindig egy-egy vastag falra akadtak. Ezért nem temetnek erre a területre. A temető északi szélén, ahol a terasz meredeken bukik alá, megbontott részeket látni. A sírok kiegészítésére, feltöltésére hordják innen a földet, mert az igen jó, fekete. A megbontott földszelvény kb. 1 m vastag, fekete humuszos földréteget tartalmaz, ugyanakkor, a sírokból kikerült eredeti talaj sárgás, meszes, agyagos homok.
E kultúrrétegben több edénytöredéket és kovácsolással készített szöget és csontdarabokat találtak.

## Néphagyomány
- Rabvágás. A tél temetése, a tavasz köszöntése, helyi népszokás, amit  a község lakói játszottak el farsangkor. A középkorban önálló pallosjog volt a községben, a falu vezetői helyben ítélkeztek a bűnösök felett.  Innen eredeztethető a Rabvágás hagyománya.